# Oestroidea
Oestroidea es una superfamilia de moscas Calyptratae.
Incluye las familias:
- Calliphoridae
- Mesembrinellidae (antes en Calliphoridae)
- Mystacinobiidae
- Oestridae
- Polleniidae (antes en Calliphoridae)

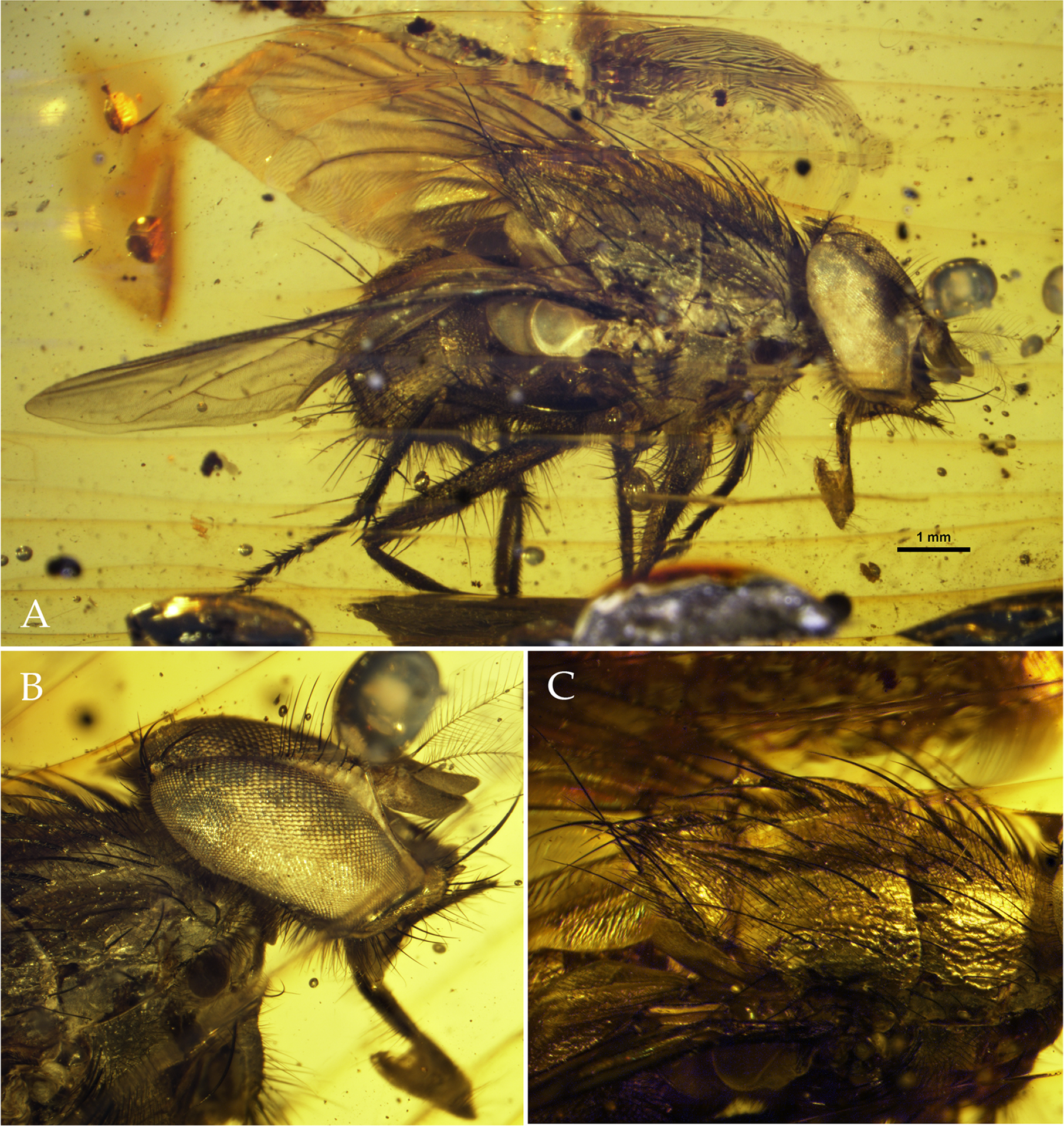
Mesembrinella caenozoica holotipo, macho, fósil en ámbar dominicano

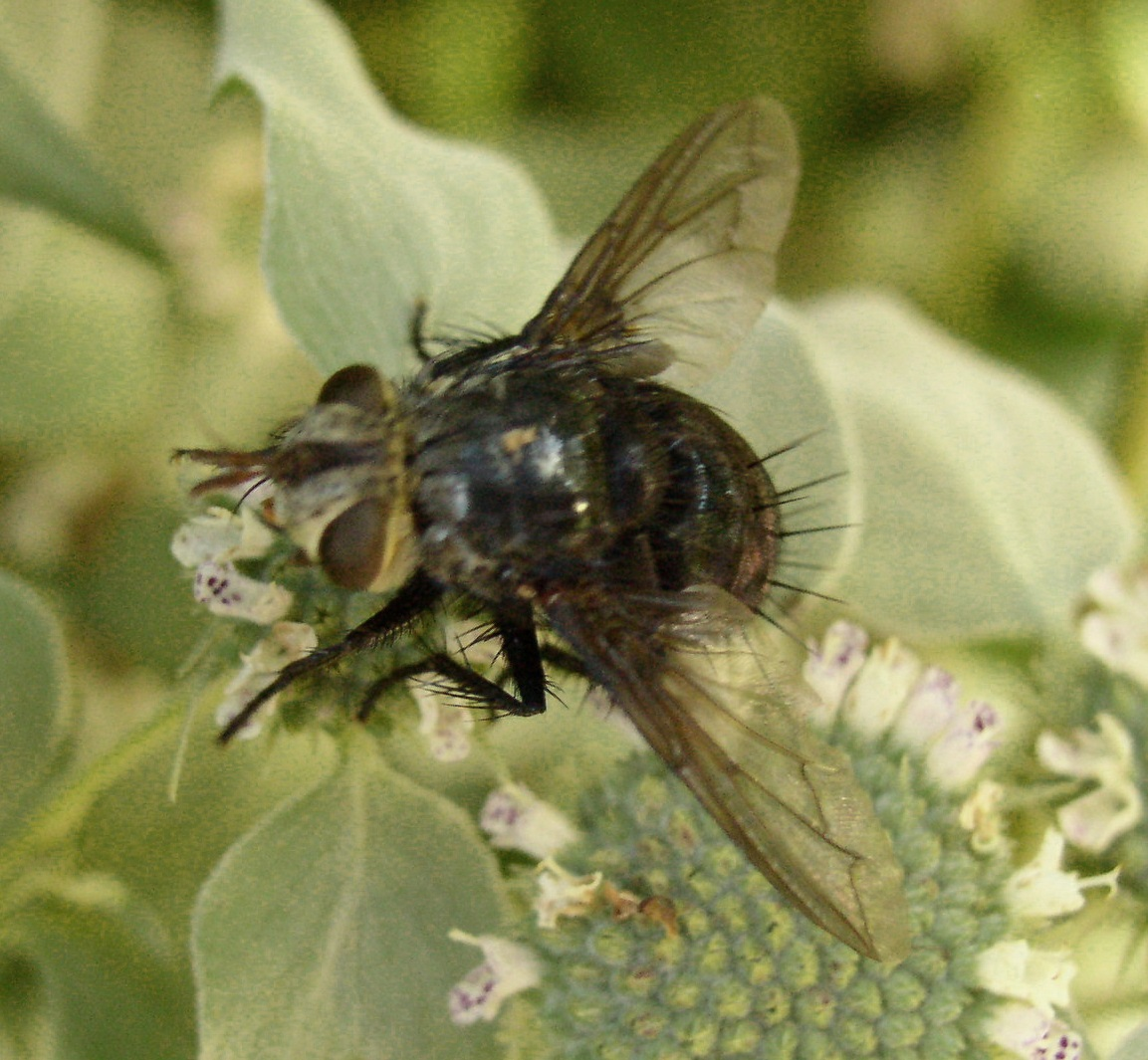
Archytas metallicus (familia Tachinidae)

- Rhiniidae (antes en Calliphoridae)
- Rhinophoridae
- Sarcophagidae
- Tachinidae
- Ulurumyiidae[3]